# Tebing Tinggi (kabupaten Kotabaru)
Tebing Tinggi – wieś (desa) w kecamatanie Kelumpang Tengah, w kabupatenie Kotabaru w prowincji Borneo Południowe w Indonezji.
Miejscowość ta leży w środkowo-zachodniej części kecamatanu.